# A. J. English (basket-ball, 1967)
Ne doit pas être confondu avec A. J. English (basket-ball, 1992).
A. J. English, né le 11 juillet 1967, à Wilmington, au Delaware, est un ancien joueur américain de basket-ball. Il évolue au poste d'arrière.

## Biographie
A. J. English est le père de l'ancien basketteur A. J. English.

### Carrière professionnelle
Il a été sélectionné par les Bullets de Washington au 2e tour (37e au total) de la draft NBA en 1990. English a joué deux saisons pour les Bullets, avec une moyenne de 9,9 points par match. English a signé un contrat avec les Trail Blazers de Portland le 1er octobre 1993. Il a été coupé le 2 novembre 1993 et n'a plus joué en NBA.

## Palmarès
English est introduit au Delaware Sports Museum and Hall of Fame en 2004.